# Sportvereniging Yellow Birds
Sportvereniging Yellow Birds is een Suriname omnisportvereniging in Paramaribo.
De vereniging is op 12 februari 1963 ontstaan uit Guno Meye's buurtwerk met acht jongens. Toen Orlando Renfrum in de leiding werd opgenomen, groeide de vereniging sterk door, zowel in het aantal leden als in de verschillende sporten. Bij de vereniging wordt gesport in taekwondo – in circa 1980 opgericht door Ivan Fernald – atletiek, wielrennen, basketbal en volleybal. Aanvankelijk was er ook een afdeling voor voetbal, boksen, badminton en dammen.
Sporters die lid zijn geweest van de Yellow Birds zijn onder meer de atleten Letitia Vriesde, Leontine Bansse-Issa, Premradj Binda en Rajinder Pattan, en de taekwondoka's Gino en Kevin Fernald, Kenneth en Mark Slijngard en Erik Nirk.
In 2008 zette de vereniging haar sporthal Het Nest neer aan de Bodegravenlaan. In 2020 werden de eerste wedstrijden gelopen op de nieuwe kunststofbaan van 110 meter.